# Computer rage

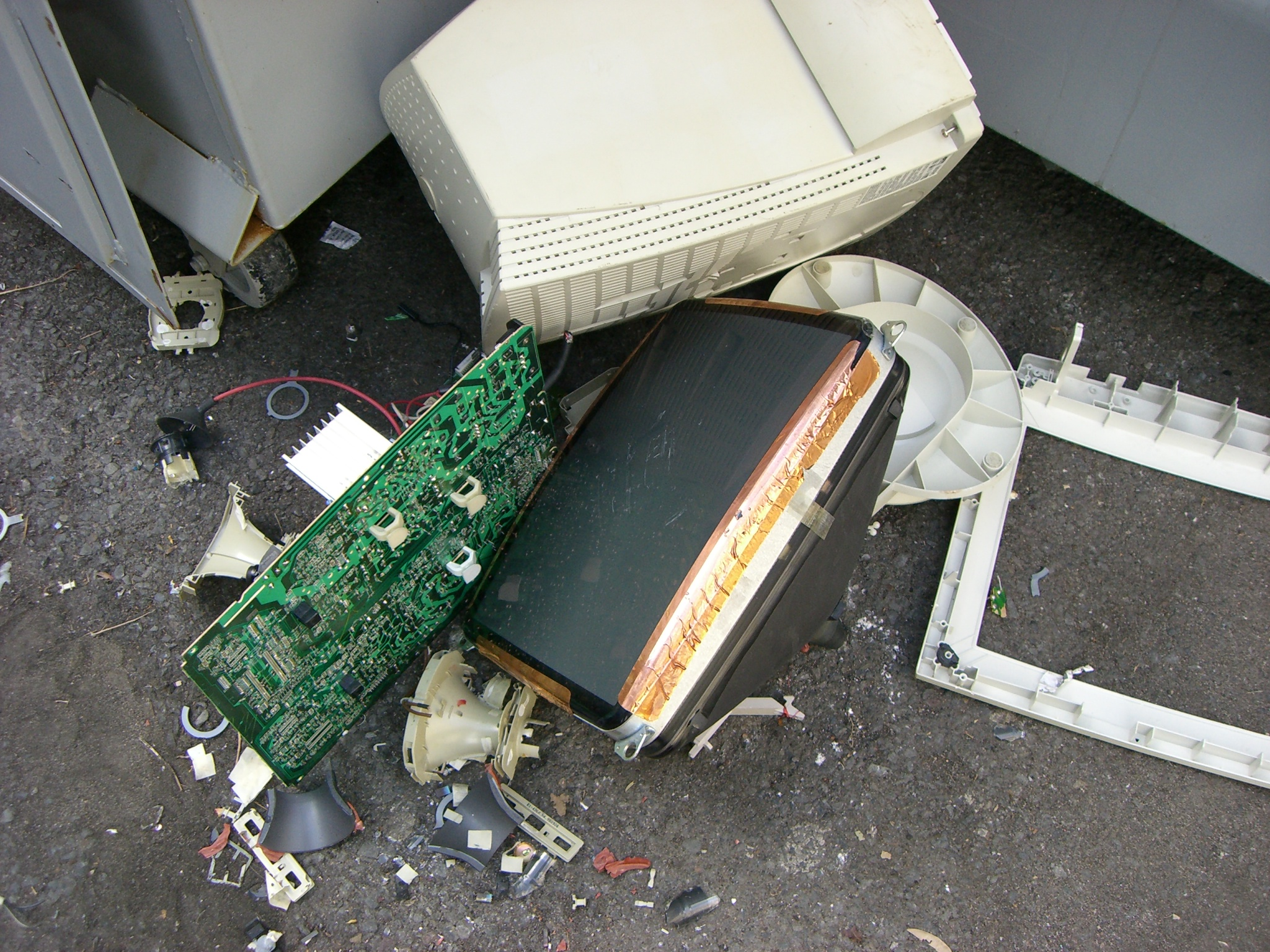
Ordinateur détruit

La computer rage (ou tech rage) fait référence aux réponses psychologiques négatives envers un ordinateur en raison d'une colère ou d'une frustration intense. Ce terme anglais peut être traduit littéralement par « accès de colère devant l'ordinateur ». Des exemples de rage informatique comprennent des insultes ou des cris contre un ordinateur, des claquements ou des lancers de claviers et de souris, et des agressions contre l'ordinateur ou le moniteur avec un objet ou une arme.
En France, selon un sondage d'Opinion Way réalisé en 2016, 2% des sondés avouent avoir des excès de rage et des réactions viscérales (telles que l'énervement, la panique et la violence) face aux difficultés rencontrées lors de l'utilisation de la technologie,.
Selon Nicolas Santolaria, journaliste du Monde, un grand nombre des vidéos (comme le court métrage Angry German Kid) illustrant la computer rage serait le produit d'une mise en scène malgré une esthétique très naturaliste. On y observe ainsi « un employé, généralement de sexe masculin, corseté par sa cravate et sa chemisette trop serrée » tentant vainement d'interagir souvent avec de vieux ordinateurs et se transformant « soudainement en une sorte de Hulk qui entreprend de détruire violemment son instrument de travail ».